# Bitva u Sfakterie
Bitva u Sfakterie se odehrála v roce 425 př. n. l. jako součást Peloponéské války. Střetla se v ní vojska Athén a Sparty.

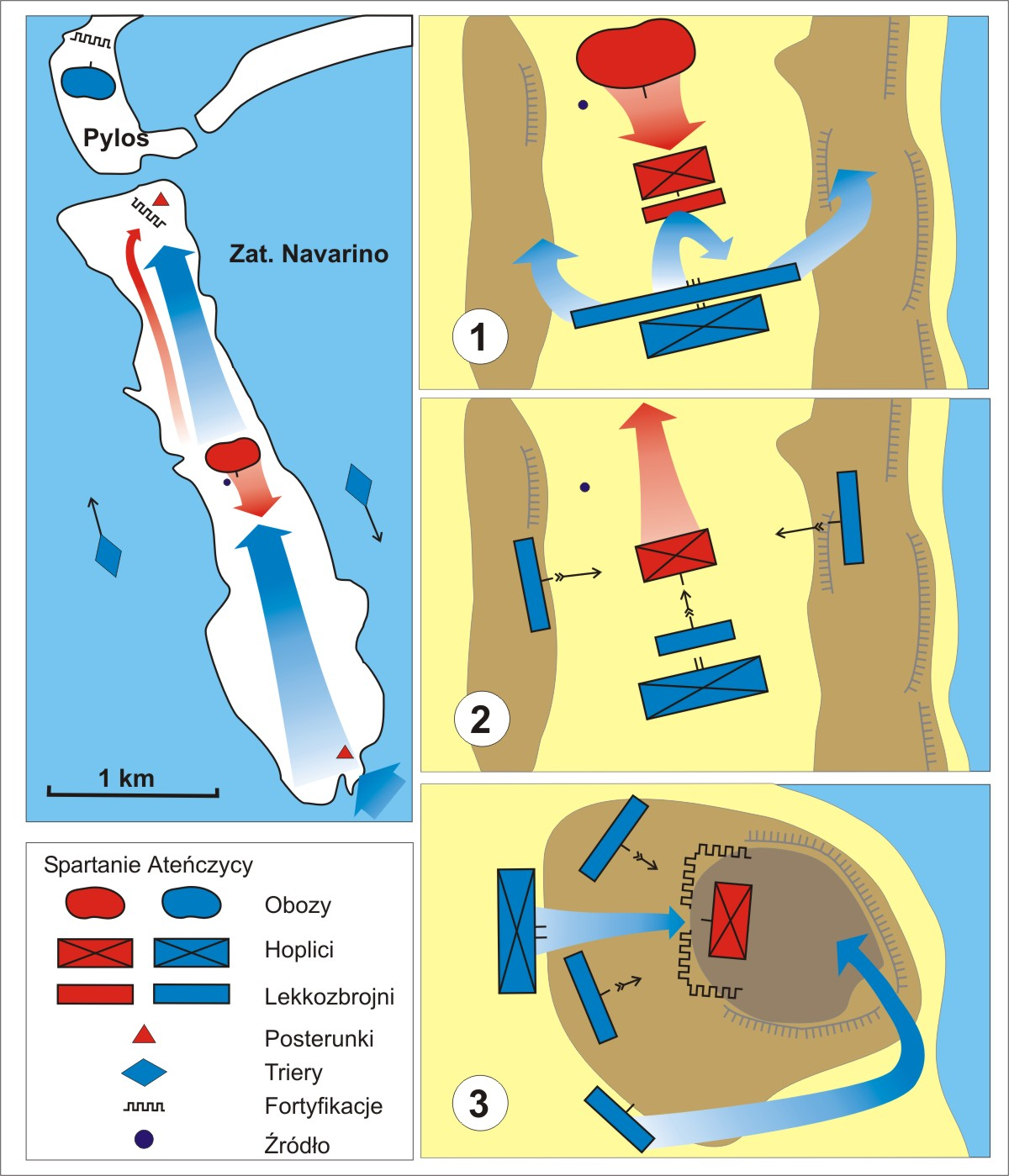
Schéma fází bitvy u Sfakterie

Bitvě přecházela bitva u Pylu, do které bývá některými historiky bitva u Sfakterie začleňována. Athénská vojska, pod velením stratéga Démosthena (neplést s řečníkem Démosthénem) se plavila směrem k Sicílii. Cestou zakotvila v zátoce u mysu Pylos, kde se část vojsk vylodila a zbudovala zde pevnost. Sparťané se ji v Bitvě u Pylu pokusili, pozemním i námořním útokem, dobýt. Jejich útok ale skončil bezúspěšně. Na blízkém ostrově Sfakteria tak zůstalo odříznuto přes 400 spartských hoplitů, kteří zde byli před nějakým časem umístěni.
Démosthénes se rozhodl na ostrově vylodit a spartskou posádku zneškodnit. Za tímto účelem se ostrově vylodila desetitisícová armáda, z skládala se z hoplítů a dalších několik tisíc lehkooděnců. Když Démosthenes viděl, že k ochraně jižního konce ostrova (daleko od Pylu) bylo vysláno jen třicet Sparťanů, vylodil zde jedné noci 800 hoplítů, kteří následně pobili spartskou posádku. Za úsvitu se do boje zapojil i zbytek athénských sil. Ty se skládaly z velkého počtu lučištníků, kteří byli umístěni na vyvýšených místech a byli ve výhodné pozici. Spartští vojáci se těmto silám nemohli moc účelně bránit, protože jim jakékoliv manévrování ztěžovala nepřátelská salva šípů. 
Spartské jednotky i flotila musely kapitulovat. Bylo to poprvé, kdy se spartská vojska vzdala, a pro Spartu to byla velká potupa. Pod jejím vlivem dokonce Sparta nabídla Athénám mír, ten ale Kleón odmítl. Brzy se ukázalo, že to byla velká chyba.